# Sequenze palindromiche

Sequenza di DNA.
A: sequenza palindromica; B: ansa terminale; C: stelo. B e C formano una struttura a forcina.

## Descrizione
Una sequenza palindromica è una regione della struttura primaria del DNA costituita da due successioni di basi ripetute ed invertite.
Ciò significa che, lette in direzione 5'-3' e in direzione 3'-5' mostrano una perfetta complementarità e risultano palindrome. 
Ad esempio, l'enzima di restrizione del batterio escherichia coli, taglia in presenza del sito di restrizione GAATTC (5'-3') che letto in direzione 3'-5' resta uguale (CTTAAG). La seconda sequenza, se letta a partire da destra, è identica alla prima.
Sono sequenze auto-complementari lungo una catena e pertanto sono in grado dare appaiamenti intracatena formando strutture a forcina

### Struttura a forcina
Le sequenze di DNA (o di RNA) palindromiche possono formare strutture alternative con appaiamento intracatena tra le basi. Quando è coinvolta una sola catena la struttura è definita a forcina. Quando sono coinvolte entrambe le catene la struttura è detta a croce.

## Esempi

### Enzimi di restrizione
Le sequenze palindromiche giocano un ruolo importante in biologia molecolare perché in una sequenza di DNA, avendo una struttura a doppia catena polinucleotidica, le coppie di basi sono lette in modo tale da determinare un palindromo. Molte deossiribonucleasi II (sito-specifiche)  riconoscono sequenze palindromiche specifiche e le tagliano. 
Ad esempio, l'enzima di restrizione EcoRI  riconosce la seguente sequenza palindromica:
```
 5'- G  A  A  T  T  C -3' 

 3'- C  T  T  A  A  G -5' 
```

La sequenza in alto è 5'-GAATTC-3', quella in basso 3'-CTTAAG-5'. Se la catena di DNA viene rovesciata, le sequenze sono esattamente le stesse ( 5'GAATTC-3' e 3'-CTTAAG-5'). Seguono ulteriori enzimi di restrizione e le sequenze palindromiche che riconoscono:
| Enzima         | Fonte                      | Sequenza palindromica | Taglio                              |
| -------------- | -------------------------- | --------------------- | ----------------------------------- |
| EcoRI          | Escherichia coli           | 5'GAATTC 3'CTTAAG     | 5'---G AATTC---3' 3'---CTTAA G---5' |
| BamH1          | Bacillus amyloliquefaciens | 5'GGATCC 3'CCTAGG     | 5'---G GATCC---3' 3'---CCTAG G---5' |
| Taq1           | Thermus aquaticus          | 5'TCGA 3'AGCT         | 5'---T CGA---3' 3'---AGC T---5'     |
| Alu1*          | Arthrobacter luteus        | 5'AGCT 3'TCGA         | 5'---AG CT---3' 3'---TC GA---5'     |
| * = troncatura |                            |                       |                                     |